# بلدية كراسلافا
بلدية كراسلافا هي بلدية في لاتفيا، بلغ عدد سكانها 14,963  نسمة وذلك حسب إحصائيات سنة 2017.